# 구혜선
구혜선(具惠善, 1984년 11월 9일~)은 대한민국의 전 배우이자 현 영화 감독이다.
구혜선은 학창 시절 인터넷 얼짱 출신이며, 2002년에 CF로 연예계에 데뷔하였다. 2006년 드라마 《열아홉 순정》으로 얼굴을 알렸다.
2009년 무렵부터 책을 내고 그림 전시회를 열고 영화를 제작하면서 영화감독, 영화 제작사, 작가 등 여러 직업을 통해 활동 영역을 넓혀가고 있다. 소설 《탱고》는 발매 일주일 만에 삼만 부가 팔렸고, 영화감독 데뷔작인 《유쾌한 도우미》는 부산 아시아 단편 영화제 관객상을 수상하였으며, 첫 장편영화 《요술》은 2010년 6월 24일에 개봉하였다. 2016년 5월 21일 안재현과 결혼하였지만, 2019년 이혼하였다.

## 생애

### 배우 경력
인터넷 얼짱으로 얼굴이 알려진 후 가수 연습생으로 지내다가 YG 엔터테인먼트의 양현석 대표를 만나 연기 연습생이 됐고, 2002년 '삼보컴퓨터 슬림PC' 광고에 출연하면서 데뷔했다. MBC 청춘시트콤 《논스톱5》에 나오면서 대중의 주목을 받았다. 이후에 KBS 《드라마시티-다함께 차차차》에 출연했고, 드라마 《서동요》, 《열아홉 순정》, 《왕과 나》, 《최강칠우》 등에 출연하며 차근차근 배우로서의 이력을 쌓아왔다.
2005년 9월에 이병훈 PD가 연출한 SBS 창사 15주년 대하드라마 《서동요》에서 서동을 짝사랑하는 은진 역을 맡았다. 이 드라마 출연은 구혜선의 첫 번째 정극 연기이자 사극 연기였다. 2006년에는 《열아홉 순정》에서 처음으로 연속극 주연을 맡았다.
2007년에 구혜선은 사극 《왕과 나》에서 윤소화(폐비 윤씨) 역으로 출연했다. 2008년에 퓨전사극 《최강칠우》에 여주인공 소윤 역으로 출연했다.
2009년 드라마 《꽃보다 남자》에서 금잔디 역할을 맡았고, 같은 해 KBS 연기대상 네티즌상, 베스트커플상, 우수연기상을 받았다.

### 기타 경력

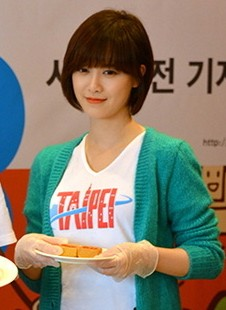
2013년 5월 29일 Fun Taipei 아름다운 여행 소개 간담회에서 구혜선.

구혜선은 2008년 3월 12일 발매된 가수 거미의 네 번째 정규 앨범 《Comfort》의 볼펜 일러스트로 참여했다. 2009년에 일러스트 픽션 〈탱고〉를 출간하며, 소설가이자 일러스트레이터로서 활동하고 있다. 소설 〈탱고〉는 발매 일주일 만에 삼만 부가 팔렸다.
구혜선은 서울 인사동 갤러리 라메르에서 그림 전시회 '탱고'를 2009년 7월 2일부터 7일까지 열었다. 또한 2010년 "지식경제부 주최, 한국디자인진흥원 주관 '디자인코리아 2010’의 부대행사인 '디자인코리아2010 인 한남’에 참여"했다.
2009년 9월 3일 첫 음반인 《구혜선 소품집 - 숨》을 발매했다. 구혜선은 음반에 들어간 모든 곡을 작곡했다.
2016년 4월 28일 첫 번째 정규 음반 《첫번째 봄》을 발표하였다. 이 음반에는 타이틀 곡 〈머리가 나빠(Stupid)〉와 디지털 싱글로 발표한 곡들 총 11곡이 실렸다.

### 영화 감독
구혜선은 영화사 '아침' 정승혜 대표와의 인연으로 영화감독의 길에 들어섰는데,
정승혜 대표는 구혜선에게 스태프들을 소개해 주는 등 2008년 첫 단편 《유쾌한 도우미》를 연출하는데 도움을 많이 주었다. 《유쾌한 도우미》는 부산아시아단편 영화제 본선에 진출했으며, 관객상을 수상했다.
구혜선의 첫 장편영화 《요술》은 음악 학교에서 벌어지는 사랑과 우정, 성장통 등을 담고 있다. 구혜선은 《유쾌한 도우미》의 주연배우 서현진을 첫 장편 영화에서도 여주인공으로 캐스팅했다. 영화 《요술》은 YG 엔터테인먼트 제작으로 2010년 6월 24일에 개봉되었으며, 제23회 도쿄국제영화제(TIFF)' '아시아-중동 파노라마 섹션'에 강우석 감독의 영화 "이끼"와 함께 초청을 받았으며, 최우수 아시아 영화상 후보에 올랐다.
구혜선은 2009년 9월에는 제7회 아시아나국제단편영화제 공식 트레일러 감독을 맡았고, 2011년에는 13회째를 맞는 서울국제여성영화제의 공식 트레일러 감독을 맡았다. 구혜선은 여고생역으로 연기도 하며 감독과 배우의 역할을 감당하였다.
2011년 2월, 구혜선은 직접 영화제작사인 '구혜선 필름'을 설립했다.

## 학력
- 인천부평초등학교(졸업)
- 부흥중학교(졸업)
- 부평여자고등학교(졸업)
- 서울예술대학교 방송연예과(중퇴)
- 성균관대학교 영상학과(졸업)
- 카이스트 과학저널리즘 대학원(입학예정)

## 출연 작품 및 연출/제작
| 연도   | 방송사   | 제목                           | 역할               | 비고       |
| ------ | -------- | ------------------------------ | ------------------ | ---------- |
| 2004   | MBC      | 논스톱 5                       | 구혜선             | 257부작    |
| 2004   | KBS2     | KBS 드라마시티 - 아나그램      | 간호사             | 1부작      |
| 2005   | KBS2     | KBS 드라마시티 - 다함께 차차차 | 영애               | 1부작      |
| 2005   | SBS      | 서동요                         | 은진               | 56부작     |
| 2006   | KBS1     | 열아홉 순정                    | 양국화             | 167부작    |
| 2007   | SBS      | 왕과 나                        | 폐비 윤씨          | 63부작     |
| 2008   | KBS2     | 최강칠우                       | 소윤               | 20부작     |
| 2009   | KBS2     | 꽃보다 남자                    | 금잔디             | 25부작     |
| 2011   | SBS      | 더 뮤지컬                      | 고은비             | 15부작     |
| 2012   | SBS      | 부탁해요 캡틴                  | 한다진             | 20부작     |
| 2012   | 대만 FTV | 절대달령                       | 류소비             | 13부작     |
| 2014   | MBC      | 허난설헌                       | 허난설헌, 내레이션 | 2부작      |
| 2014   | SBS      | 엔젤 아이즈                    | 윤수완             | 20부작     |
| 2015   | KBS2     | 블러드                         | 유리타             | 20부작     |
| 2017   | MBC      | 당신은 너무합니다              | 정해당(유쥐나)     | 1~6회 출연 |
| 예정중 | 예정중   | 예정중                         | 예정중             | 예정중     |
| 예정중 | 예정중   | 예정중                         | 예정중             | 예정중     |

| 연도 | 제목          | 역할 | 비고             |
| ---- | ------------- | ---- | ---------------- |
| 2007 | 어거스트 러쉬 | 자신 | 카메오           |
| 2008 | 유쾌한 도우미 |      | 연출             |
| 2010 | 요술          |      | 장편영화 감독    |
| 2010 | 당신          |      | 단편영화 감독    |
| 2012 | 복숭아나무    |      | 각본, 연출, 기획 |
| 2012 | 기억의 조각들 |      | 연출             |
| 2014 | 다우더        | 산   | 연출, 출연       |

| 연도 | 가수     | 제목                      | 비고 |
| ---- | -------- | ------------------------- | ---- |
| 2002 | 성시경   | 〈우린 제법 잘 어울려요〉 |      |
| 2004 | 태빈     | 〈내가 눈을 감는 이유〉   |      |
| 2006 | 소울스타 | 〈잊을래〉                |      |
| 2007 | 지은     | 〈어제와 다른 오늘〉      |      |

| 연도 | 방송사    | 제목                            | 비고                                                                        |
| ---- | --------- | ------------------------------- | --------------------------------------------------------------------------- |
| 2006 | SBS       | SBS 인기가요                    | MC                                                                          |
| 2010 | Mnet      | 구씨네                          | 2010년 6월 15일 ~ 7월 6일 방영                                              |
| 2012 | 채널A     | 너는 내 운명                    | 2012년 1월 2일 ~ 1월 5일 내레이션                                           |
| 2012 | SBS       | 오늘을 사는 아이들 아동호스피스 | 2012년 9월 9일 방송, 내레이션                                               |
| 2012 | KBS1      | 송년특집 - 희망을 그리는 학교   | 2012년 12월 30일 방송, 내레이션                                             |
| 2016 | KBS2      | 연예가중계                      | 4월 9일, 5월 21일. 6월 4일 편 방송분 - 남편 안재현과 결혼 관련 내용 (출연)  |
| 2017 | tvN       | 신혼일기                        |                                                                             |
| 2020 | MBC       | 전지적 참견 시점                | 2020년 11월 7일(매니저, 대표 동반출연), 11월 14일(스튜디오) 방영            |
| 2021 | KBS1      | 6시 내고향                      | 2021년 2월 11일 7218회 설날특집 2부 출연                                    |
| 2021 | KBS1      | 6시 내고향                      | 2021년 5월 18일 시청자와 함께 30년 6시 내고향 (30주년 특집 2부) 7284회 출연 |
| 2021 | KBS1      | 아침마당                        | 2021년 2월 23일 [화요초대석] 8826회 - (1)《난 멎추지 않는다》 출연          |
| 2021 | KBS2,SKY  | 수미산장                        | 2021년 2월 18일 ~ 2월 25일                                                  |
| 2021 | KBS2      | 굿모닝 대한민국 라이브          | 2021년 3월 9일 [핫이슈 人터뷰]174회 : 구혜선                                |
| 2021 | TV CHOSUN | 사랑의콜센타                    | 2021년 2월 19일                                                             |
| 2023 | MBC       | 황금어장 라디오스타             | 2023년 3월 8일                                                              |
| 2024 | TV CHOSUN | 식객 허영만의 백반기행          | 2024년 4월 14일                                                             |
| 2024 | tvN       | 진실 혹은 설정: 우아한 인생     | 2024년 5월 16일                                                             |

## 광고
- 샤프전자 리얼딕
- 모아건설산업 모아 엘가
- 서울우유 도토루
- 니콘
- 신한금융그룹
- 타이완 관광청
- 팬택 스카이
- 방송통신위원회
- 토요타 코롤라, 프리우스
- 삼성전자 갤럭시S4
- CJ푸드빌 뚜레쥬르
- 롯데주류 처음처럼
- 소망화장품 꽃을 든 남자, 다나한
- LG U+ 틴링
- 쉐보레 스파크
- 쌍방울 TRY

## 저서
- 소설 《탱고》: 일러스트 픽션
- 《구혜선의 첫 번째 요술이야기》: 영화 《요술》의 메이킹북[11]

## 음반
정규 음반
- 2009년 《구혜선 소품집 - 숨》
- 2015년 《숨 2 - 십년이 백년이 지난 후에》
- 2016년 《그리고 봄》
- 2020년 《숨3》
- 2021년 《숨4》

싱글
- 2010년 《갈색머리》
- 2012년 《Marry Me》
- 2013년 《그건 너》
- 2013년 《행복했을까》
- 2015년 《소리없이 날》
- 2015년 《Let me fly》
- 2017년 《겨울일기》
- 2017년 《좋은 날》
- 2019년 《죽어야만 하는가요》
- 2022년 《구혜선의 피아노 뉴에이지 베스트 앨범 20th》

OST
- 2005년 《논스톱 5》 OST - Happy Birthday To You
- 2006년 《열아홉 순정》 OST - 사랑가
- 2014년 《다우더》 OST - 꽃비, 죽어야만 하는가요

## 홍보대사
- 2018년 제13회 대한민국 사회공헌대상 홍보대사

## 수상 경력 및 후보
| 연도 | 후보 작품         | 시상식                                               | 부문                               | 결과 |
| ---- | ----------------- | ---------------------------------------------------- | ---------------------------------- | ---- |
| 2006 | 《열아홉 순정》   | KBS 연기대상                                         | 여자 신인연기상                    | 수상 |
| 2007 | 《열아홉 순정》   | 제43회 백상예술대상                                  | TV부문 여자 신인연기상             | 후보 |
| 2007 | 《왕과 나》       | SBS 연기대상                                         | 뉴스타상                           | 수상 |
| 2009 | 《유쾌한 도우미》 | 제26회 부산아시아단편영화제                          | 관객상                             | 수상 |
| 2009 | 빈칸              | 제4회 앙드레김 베스트 스타 어워드                    | 여자 스타상                        | 수상 |
| 2009 | 빈칸              | 제6회 야후! 아시아 버즈 어워드                       | 아시아 여자 아티스트상             | 수상 |
| 2009 | 《꽃보다 남자》   | 제3회 Mnet 20's Choice                               | Hot 드라마 스타 여자               | 후보 |
| 2009 | 《꽃보다 남자》   | 제14회 아시안 TV상                                   | 최우수 여자 연기상                 | 후보 |
| 2009 | 《꽃보다 남자》   | KBS 연기대상                                         | 중편드라마부문 여자 우수연기상     | 수상 |
| 2009 | 《꽃보다 남자》   | KBS 연기대상                                         | 베스트커플상                       | 수상 |
| 2009 | 《꽃보다 남자》   | KBS 연기대상                                         | 네티즌상                           | 수상 |
| 2010 | 《유쾌한 도우미》 | 제12회 쇼트쇼츠 국제단편영화제                       | 화제상                             | 수상 |
| 2010 | 《요술》          | 제23회 도쿄 국제 영화제                              | 아시아영화상                       | 후보 |
| 2011 | 빈칸              | 제5회 Mnet 20's Choice                               | Hot 20's 보이스                    | 후보 |
| 2012 | 빈칸              | 제14회 대한민국 디자인대상                           | 디자인공로부문 지식경제부장관표창  | 수상 |
| 2012 | 빈칸              | 제1회 대한민국 실천대상                              | 문화예술부문                       | 수상 |
| 2012 | 《부탁해요 캡틴》 | SBS 연기대상                                         | 드라마스페셜부문 여자 최우수연기상 | 후보 |
| 2013 | 《복숭아 나무》   | 브뤼셀 국제 판타스틱 영화제                          | 7번째 궤도                         | 후보 |
| 2013 | 《기억의 조각들》 | 제6회 서울노인영화제                                 | 청년감독상                         | 수상 |
| 2014 | 《허난설헌》      | 제16회 양성평등상 시상식                             | 최우수상                           | 수상 |
| 2014 | 《엔젤 아이즈》   | SBS 연기대상                                         | 중편드라마부문 여자 우수연기상     | 후보 |
| 2015 | 《허난설헌》      | 제48회 휴스턴 국제 영화제                            | 전기 및 자서전 부문 대상           | 수상 |
| 2018 | 빈칸              | 제13회 대한민국 사회공헌대상 & 서비스경영대상 시상식 | 서울시장 상                        | 수상 |